# Gérard Pettipas
Gérard Pettipas CSsR (ur. 6 września 1950 w Halifaksie) – kanadyjski duchowny katolicki, redemptorysta, arcybiskup Grouard-McLennan od 2007.

## Życiorys
Święcenia kapłańskie otrzymał 7 maja 1977 w Zgromadzeniu Najświętszego Odkupiciela. Pracował przede wszystkim w zakonnych parafiach, był także m.in. mistrzem nowicjatu w Windsorze oraz rektorem kolegium zakonnego w tymże mieście.
30 listopada 2006 papież Benedykt XVI mianował go arcybiskupem metropolitą Grouard-McLennan. Sakry biskupiej udzielił mu 25 stycznia 2007 abp Luigi Ventura.